# 麓谷
麓谷为长沙高新技术产业开发区的一部分，全称麓谷科技新城。
麓谷总体规划控制面积80平方公里，现已开发了10平方公里，聚集了200多家高新技术企业，有80多个企业和项目入园购地建厂，总投资100多亿元。绿化率达到50%。